# Corpo (esoterismo)

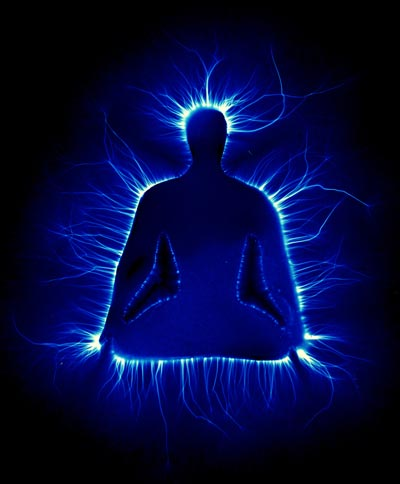
Foto kirlian di un essere umano

In numerose tradizioni, religioni e scuole di pensiero orientali ed esoteriche, il corpo è considerato tutto ciò che – a livello più o meno materiale – riveste e ricopre la «vera essenza» spirituale di un essere che deve, attraverso pratiche religiose, liberarsi delle necessità materiali corporee per raggiungere i più alti gradi di spiritualità. Trattandosi di un'essenza "nascosta", il suo studio attiene alla cosiddetta anatomia occulta.

## Storia
(Gottfried Leibniz, Discorso di Metafisica, XVIII)
A una concezione risalente a Platone, che vedeva nei corpi la manifestazione fenomenica di un'idea trascendente, o ad Aristotele che individuava nei corpi un sinolo, cioè un'unione, di sostrato materiale e forma spirituale, si è andata sempre più sostituendo nell'età moderna una visione esclusivamente materialista che riduceva il corpo ad una mera estensione spazio-temporale.

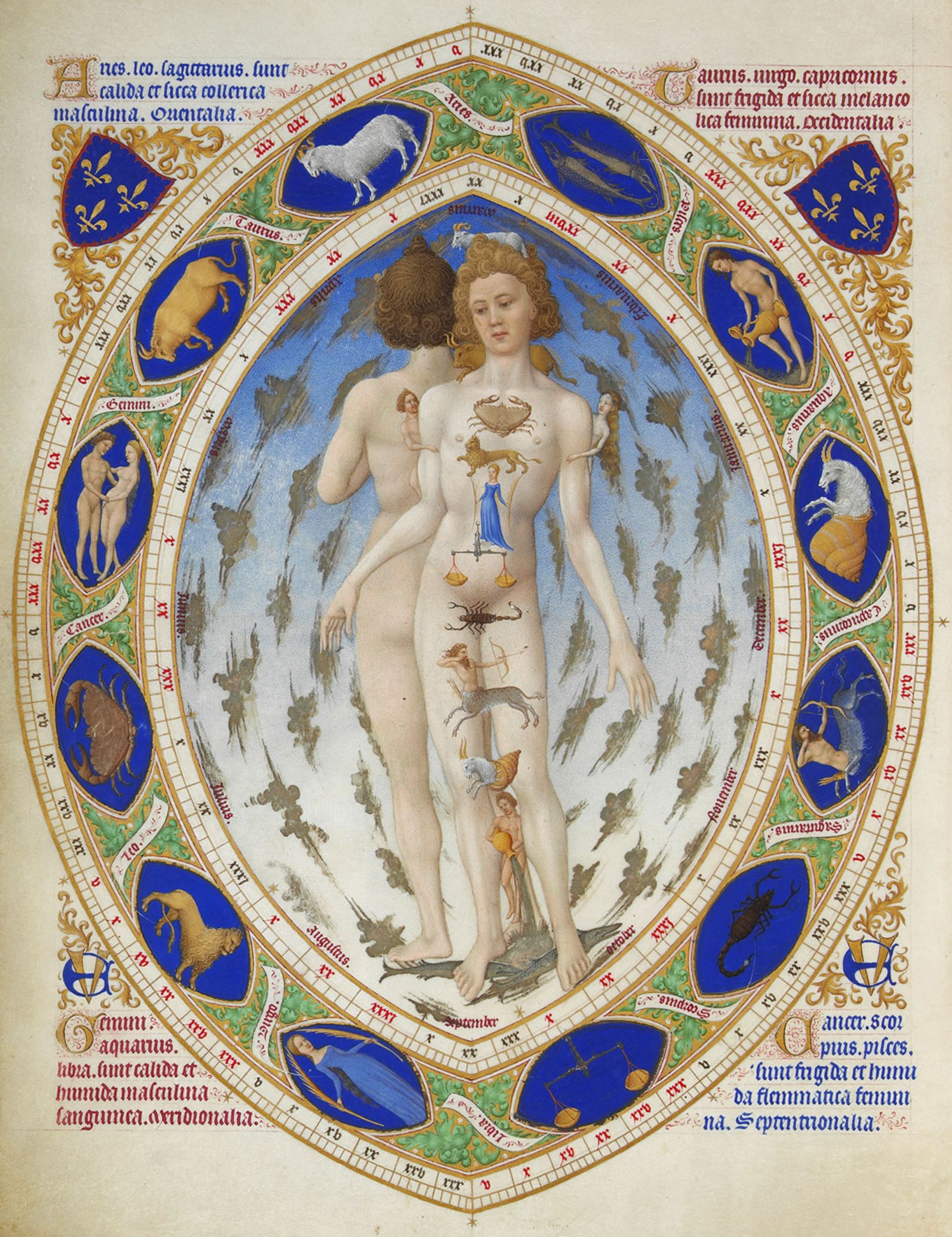
Anatomia dell'essere umano secondo la concezione astrologica occidentale, che associa ogni organo a un particolare segno zodiacale

Con Cartesio, che separò rigidamente la res extensa o «sostanza estesa», dalla res cogitans o «sostanza pensante», venne da un lato inaugurata una concezione soltanto meccanicista e quantitativa dei corpi, ripresa dall'atomismo di Democrito, mentre dall'altro, sul piano mentale, fu eliminata la distinzione che la filosofia greca poneva tra i livelli dell'anima, in particolare tra nous e dianoia, ossia tra intelletto e ragione, distinzione fatta propria dalla scolastica, e tramandata fino al Rinascimento. Sino allora, almeno per quanto riguarda la tradizione occidentale, le varie dottrine dell'antichità avevano trovato una sintesi filosofica nel neoplatonismo, concepito da Ficino come pia philosophia, cioè come un'unica dottrina filosofico-religiosa, antitetica alle correnti di pensiero atee e materialiste, che percorrendo la storia dell'umanità ne unificava i diversi filoni spirituali, da Platone al Cristianesimo.
Fu così che nel Rinascimento, all'interno di certi ambienti alchemico-cristiani dell'Europa, aveva ripreso vigore una visione esoterica dell'essere umano, concepito come un microcosmo in cui si riflette il macrocosmo, e quindi come un insieme di parti che concorrono a formare un tutto organico, ognuna delle quali veniva associata ad esempio a un particolare pianeta, o un particolare metallo. All'interno del neoplatonismo confluivano anche concezioni del pitagorismo e del Corpus Hermeticum, la dottrina già ripresa, almeno in parte, da Porfirio, da Giamblico e Proclo.
Anche se con accezioni e funzionalità parzialmente diverse da quelle neoplatoniche, le distinzioni e le specifiche peculiarità attribuite ai corpi sono ritornate nelle dottrine esoteriche moderne, in particolare con la Società Teosofica fondata da Helena Blavatsky, e con l'antroposofia di Rudolf Steiner.

## Le tre suddivisioni
La tradizione occidentale, rifacendosi alle dottrine greche e giudaico-cristiane, ha generalmente proposto una suddivisione dell'essere umano in tre livelli. Platone lo suddivideva in una componente razionale (loghistòn), volitiva (thumoeidès), e concupiscibile (epithymetikòn), oppure, in un altro contesto: noos (intelletto), thumos (passione), e epithumia (appetito). Aristotele differenziava invece le funzioni dell'anima umana in: intellettiva, sensitiva e vegetativa. Queste suddivisioni sono state poi assimilate e integrate nella tripartizione evangelica fatta da Paolo di Tarso che distingueva il corpo, l'anima e lo spirito, nei quali la tradizione agostiniana vedrà l'immagine della Trinità.

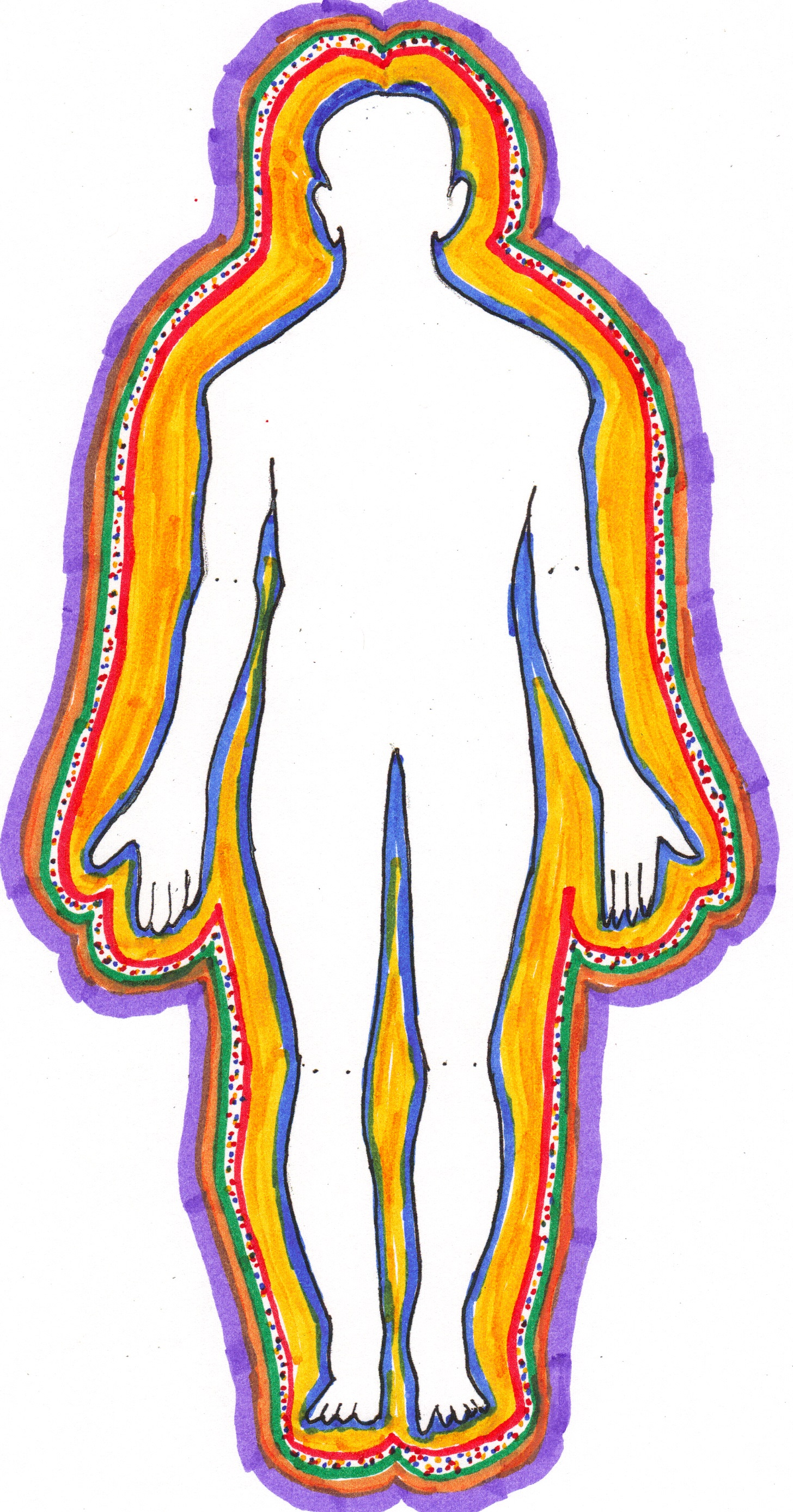
I corpi sottili possono essere pensati come vari strati sovrapposti che ricoprono il corpo grossolano

Ogni livello è a sua volta ulteriormente suddivisibile, compreso quello fisico, che può essere concepito come una composizione dei quattro elementi fondamentali (aria, acqua, terra, fuoco). In seno all'anima, ad esempio, la scolastica medioevale ha fatto propria la tripartizione aristotelica dell'essere umano in anima vegetativa (comune alle piante), sensitiva (comune agli animali), e razionale (esclusiva dell'uomo).
Analogamente, secondo l'antroposofia steineriana, il primo livello è quello propriamente fisico, mentre ai due superiori (anima e spirito) si attribuisce un'ulteriore suddivisione a seconda dei vari livelli di densità. La costituzione occulta dell'uomo risulta quindi la seguente:
- 1) corpo fisico;
- corpo sottile:
  - 2) corpo eterico (o vitale),
  - 3) corpo astrale (o emozionale),
  - 4) Io razionale (personalità umana);
- corpo spirituale (o causale):
  - 5) Sé spirituale (coscienza superiore),
  - 6) Spirito vitale (individualità universale),
  - 7) Uomo-spirito (emanazione della divinità).

Si tratta quindi di sette corpi in tutto, che nel lessico filosofico greco-latino trovano corrispondenza nei seguenti termini:
1. σῶμα (Soma) / Corpus
2. ψυχῆ (Psyche) / Anima
3. σκιά o ὅχημα (Ochema) / Umbra
4. εἴδωλον (Eidolon) / Imago
5. Φάσμα (Phasma) / Manes
6. διάνοια (Dianoia) / Mens
7. νοῦς (Nus) / Spiritus

### Corpo grossolano
Il corpo grossolano non è altro che il corpo fisico, soggetto a nascita e morte. Esso è ovviamente il corpo più denso in modo assoluto, tant'è che può essere percepito con i normali organi di senso. Nella Dottrina Segreta della Blavatsky è denominato Sthula-Sharira secondo la terminologia orientale; Rudolf Steiner lo equipara alla condizione dei minerali, sebbene le forze in esso attive siano poste al servizio di altre componenti più elevate:
(R. Steiner, La scienza occulta nelle sue linee generali [1910], cap. II, trad. di E. De Renzis ed E. Battaglini, Bari, Laterza, 1947)

### Corpo sottile

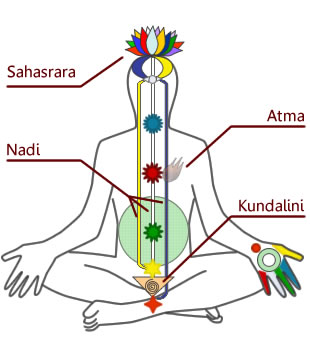
Alcuni organi eterici secondo la tradizione indiana

Le dottrine metafisico-esoteriche definiscono genericamente corpo sottile ogni tipo di struttura extracorporea che convive con la struttura fisica, e di cui ogni essere vivente è dotato. Le terapie che utilizzano il concetto di vibrazione, come l'omeopatia o i fiori di Bach, si propongono di agire su questo tipo di struttura.
Presso la filosofia orientale, il corpo sottile indica il campo di energia composto dagli organi "eterici" che hanno ognuno un corrispondente sul piano fisico, come il cuore, il fegato, e così via. Nella tradizione indiana vi sono poi quegli organi conosciuti come i chakra, la kundalini, e i flussi di energia vitale (prana che scorre nei nadi), mentre nella tradizione cinese ad esso appartengono i meridiani e gli altri organi come il triplice riscaldatore.
L'insieme dei corpi sottili formano i vari strati dell'aura, legati tra di loro in modo tale che ogni cambiamento a livello fisico venga avvertito dapprima nel corpo eterico, poi in quello astrale, poi in quello mentale, e infine in quello causale; viceversa i cambiamenti del corpo sottile si manifestano come cambiamenti di colore negli strati dell'aura prima di arrivare agli strati interni del corpo fisico.
Helena Blavatsky scompone ognuno di questi componenti in ulteriori sette principi o sotto-livelli, tutti concepiti come riflessi dei rispettivi piani della realtà invisibile, dalla cui materia sottile vengono costituiti. Questa suddivisione si ripete dunque per tutti gli involucri del corpo sottile nel suo complesso, che sono:

#### Corpo eterico
Composto di etere, è il più denso di tutti e il più direttamente connesso con il corpo fisico. I cambiamenti dello stato fisico sono immediatamente avvertiti come variazioni di energia nel corpo eterico.
La sua funzione è quella di strutturare dinamicamente il corpo fisico secondo un'articolazione intelligentemente prevista ma non personalizzata. Gli spiritisti chiamano il corpo eterico anche perispirito, intendendolo come una specie di raccoglitore di involucri strumentali dello Spirito, oppure doppio eterico, essendo in fondo un duplicato del corpo fisico, il quale ne risulta modellato. Su di esso sono situati i chakra, e vi affluisce il prana, ossia di quel tipo di energia funzionale al nutrimento della dimensione psichica.
Steiner lo chiama anche «corpo vitale», trattandosi di quel veicolo che conferisce vitalità all'organismo, e a cui riconosce, pur con molti distinguo, una certa parentela col concetto di forza vitale di cui parlavano gli scienziati nella prima metà del XIX secolo, prima che venisse bandito dalla biologia. Il corpo eterico è ciò che accomuna l'uomo alle piante, le quali vivono come in uno stato permanente di sonno. 
(R. Steiner, ivi)
La separazione del corpo eterico dal corpo fisico è ciò che sul piano visibile determina la morte.

#### Corpo astrale, animico, o emozionale
È meno denso ma ancora più complesso del corpo eterico; costituito della sostanza del piano astrale, riflette lo stato emotivo dell'individuo, ed è sede e motore dei sentimenti, dei desideri, delle emozioni.
Poiché ogni passione ha la sua tonalità astrale, i suoi colori si riverberano sull'involucro generale dell'aura. La Blavatsky lo chiama Linga-Sharira, Rudolf Steiner anche «corpo psichico», «corpo di coscienza», e a volte «corpo dei desideri». Non è associato a forme fisiche o eteriche, ma possiede forma ovoidale ed è percorso da correnti di forze psichiche che si manifestano in maniera luminosa, colorata o trasparente. È strettamente collegato con le ghiandole endocrine, ed è a partire da questo livello che avrebbero origine il 90% delle malattie fisiche.
Secondo Steiner, il corpo astrale è responsabile dello stato di veglia a cui ci ridestiamo dopo il sonno. Durante lo stato di incoscienza del sonno, il corpo astrale si separa da quello eterico: mentre il secondo rimane all'interno del corpo fisico, il primo deve esplicare la sua azione in un ambiente astrale extra-corporeo dove poter reintegrare quelle forme e quei modelli da veicolare al corpo eterico, funzionali a sua volta della conservazione del corpo fisico.
(R. Steiner, ivi)
Trattandosi di un terzo strato, il corpo astrale non ha, di per sé, influenza diretta sul corpo fisico; la sua azione sulla materia passa sempre per il sostrato eterico, fungente da guaina di protezione.
Anche Porfirio e Giamblico parlavano di un sostrato a cui l'anima eterica si associa una volta uscita dal corpo fisico, in attesa di reincarnarsi. In questi scritti neoplatonici è definito ὅχημα, veicolo dell'anima. In seguito sarà poi concepito come associato all'anima anche quando si trova incarnata in un corpo.

#### Corpo mentale
È costituito dall'unione della mente con gli organi di percezione, ed è il corpo adibito alla formulazione del pensiero. Sede dell'Io e delle intuizioni, ma ancora al di sotto della percezione pura dello Spirito, non ha un corrispettivo sul piano sensibile, né su quello animale, ed è pertanto esclusivo dell'essere umano.
Rudolf Steiner a questo livello non parla di corpo ma di anima, distinguendola in tre componenti:
- anima senziente;
- anima razionale;
- anima cosciente.

L'anima senziente (corrispondente in teosofia al Kāma-Rupa o mentale inferiore) può tuttavia essere fatta coincidere con il precedente corpo astrale, mentre l'anima cosciente con il livello successivo del Sé spirituale. L'anima razionale è invece quella che caratterizza più propriamente l'Io, che non è un corpo energetico in sé bensì un centro unificatore. Ad esso l'uomo perviene tramite la sensazione che, in mezzo al mutare delle esperienze di dolore e piacere, o di fame e di sete, vi è qualcosa che permane. Ed è proprio questo sentimento che differenzia l'uomo dagli animali, e che operando nell'ambito della razionalità, consente il perdurare della conoscenza tramite la memoria.
(R. Steiner, ivi)
L'anima razionale o mentale è il punto dove si ha il passaggio dal corporeo all'animico, perché è grazie all'anima che l'uomo è in grado di guidare le proprie conoscenze, svincolandosi dagli oggetti presenti della percezione, a cui il corpo astrale limita le proprie esperienze, diventando capace di richiamare anche quelle del passato.
Questi diversi corpi fin qui esaminati costituiscono così, attraverso la loro sintesi, la personalità dell'uomo (storica e psicosociale) che si rinnova o si trasforma attraverso la reincarnazione.

### Corpo spirituale o causale
L'Io può anche andare oltre le esperienze, che seppur rielaborate dalla propria memoria, egli ha pur sempre ricevuto dall'esterno. Egli può rivolgere la propria attenzione interamente su sé stesso, pervenendo alla percezione della propria essenza attraverso l'autocoscienza.

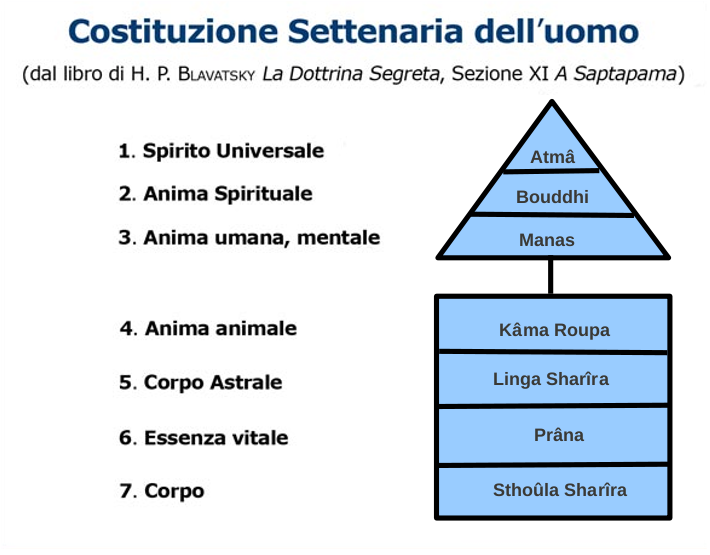
La costituzione settenaria dell'essere umano, secondo la terminologia teosofica della Dottrina segreta, che lo chiama saptaparna, cioè «pianta a sette foglie», riflesso di analoghi sette piani di esistenza, rappresentandolo come un triangolo sopra un quadrato: i primi tre principi, corrispondenti al triplo aspetto della divinità (Atma, Buddhi, Manas), sono i corpi immortali che egli dovrà progressivamente costruirsi, gli altri quattro (Kama-Rupa, Linga-Sharira, Prana, Sthula-Sharira) sono i veicoli mortali di cui si serve ad ogni incarnazione.

Si tratta di una struttura ulteriore che non può essere compresa e percepita se non attraverso una propria attività interiore: è il «santuario nascosto» dell'anima a cui non può avere accesso nulla di esterno ad essa, ma può essere raggiunto solo immergendosi nel divino che è nell'uomo. Per Alice Bailey il corpo spirituale è la «Luce interiore chiamata Anima». Gli orientali parlano a questo livello di corpo causale, prima origine di ogni altra manifestazione.
Per la teosofia esso consiste nel mentale superiore, o «anima umana» propriamente detta, costituita dei primi 3 sotto-livelli del piano mentale, ed è legata tramite un ponte sottile detto antahkarana al mentale inferiore (Kama Rupa o «anima animale»), costituito dei 4 restanti sotto-livelli dello stesso piano.
Steiner la chiama «anima cosciente», la quale conduce a una conoscenza interiore di sé stessi, così come il corpo astrale (sensazione), unito alla capacità mnemonica dell'Io (intelletto), raggiunge una conoscenza del mondo esterno.
Da qui ha inizio il percorso che ogni uomo deve saper compiere individualmente per riuscire a percepire lo Spirito, a cui si accede con la medesima attività che egli sviluppa per percepire sé stesso. Diventando padrone degli elementi inferiori della propria anima, l'Io riesce a nobilitarla e spiritualizzarla, aggiungendo così nuovi elementi al suo essere.
(R. Steiner, ivi)
Gli elementi che l'Io dovrà sviluppare sono i seguenti:

#### Sé spirituale
È il primo livello della componente spirituale dell'uomo, a cui si collega ciò che Steiner chiama diversamente «anima cosciente», poiché in esso l'anima si connette con lo spirito. Presente nell'uomo solo in germe, il Sé spirituale si sviluppa grazie al lavoro compiuto dall'Io sul corpo astrale, che ne risulta via via dominato e trasformato.
(R. Steiner, ivi)
Presso la sapienza orientale è denominato «Manas».

#### Spirito vitale
È la controparte spirituale del corpo eterico o vitale, che si sviluppa quando l'Io lavora su di esso. Si tratta di un lavoro più arduo che sul corpo astrale, poiché il corpo eterico è avvolto sotto due strati: la costruzione dello Spirito vitale consiste infatti nel modificare il proprio temperamento e le peculiarità più profonde del carattere.
Gli impulsi più forti che spingono l'uomo ad agire sul corpo eterico sono gli insegnamenti di natura religiosa, che creano in lui un sentimento costante in grado di conferire ai suoi pensieri e volizioni, modellati nel Sé spirituale, una caratteristica di unitarietà e di durata che si mantiene attraverso i loro cambiamenti.
(R. Steiner, ivi)
In modo analogo agiscono sull'uomo gli influssi dell'arte:
(R. Steiner, ivi)
Lo Spirito vitale è analogamente conosciuto presso la filosofia orientale come «Buddhi».

#### Uomo-Spirito
Il lavoro dell'Io può estendersi, oltre che ai corpi astrale ed eterico, anche a quello fisico: è così che si sviluppa il grado più alto dell'evoluzione umana rappresentato dall'Uomo-Spirito. Un segno di tale lavoro, da non intendersi però come di natura rozzamente materiale, si può scorgere ad esempio nei fenomeni dell'impallidire o del rossire. Steiner tiene a precisare che solo approfondendo la conoscenza soprasensibile si può arrivare a capire la natura di questo lavoro dell'Io sul corpo fisico, inaccessibile altrimenti all'esperienza ordinaria.
(R. Steiner, ivi)
Questo elemento supremo è lo stesso che è chiamato «Atma» dalla sapienza orientale.

## Il corpo esoterico nelle dottrine orientali

### Tradizione indiana
La scuola filosofica induista dell'Advaita Vedānta identifica con il termine Kosha (lett. involucro o guaina) i cinque corpi che rivestono l'Ātman, l'essenza immortale fatta di pura beatitudine. Questi cinque involucri, velando la verità di Brahman (radice impersonale e metafisica dell'esistenza, e principio fondante di ogni realtà), generano la manifestazione stessa (in tutti i suoi aspetti), il senso dell'Io e quello di separatività, che l'uomo deve gradualmente superare per riscoprire la propria autentica identità: di essere il Brahman.

### Medicina tradizionale cinese
Secondo la medicina tradizionale cinese il corpo umano è pervaso a livello eterico da un'energia (qi) che scorre nei meridiani. I vari organi, ognuno dei quali è associato a uno dei dodici meridiani principali, sono visti come una funzione particolare in cui si specializza quest'energia. Esiste cioè un cuore, un intestino, un polmone, e così via, non solo del corpo fisico, ma anche dell'anima, dei pensieri, dei sentimenti. Gli organi-funzione sono complessivamente i seguenti: rene, vescica, fegato, cistifellea, stomaco, milza-pancreas, polmone, intestino crasso, cuore, intestino tenue, pericardio e triplice riscaldatore.

#### Triplice riscaldatore
Triplice riscaldatore, o triplice focolare, nella terminologia MTC denota un organo di materia fine, situato all'altezza dello stomaco, che non trova corrispondenza sul piano fisico. È incaricato di trasformare gli alimenti in energia, ed è perciò suddiviso in tre parti: quella centrale si occupa più propriamente di questa trasformazione. All'altezza dei polmoni, la parte superiore si mescola invece con l'energia dell'aria, mettendola a disposizione dell'essere umano. Viene infine generato anche un flusso di energia impura, trattata dalla parte inferiore dell'organo. In tal modo esso determina l'alternanza degli stati sonno-veglia e la vitalità generale dell'organismo.